# 957
957 је била проста година.

## Догађаји
- 6. септембар – Лиудолф, најстарији син краља Отона I, умире од јаке грознице у близини Помбије. Немачка војска се враћа кући, остављајући Беренгара од Ивреје под контролом Италије. Лиудолфа наслеђује његов трогодишњи син Ото, којег ће усвојити и одгајати његов деда Ото, као потоњи војвода од Швапске и Баварске.
- Вилфреда II, грофа од Бесалуа из Барселоне, убили су побуњени вазали. Наслеђује га брат Сунифред II.
- Мерсија и Нортумбрија устају против краља Едвига и пребацују оданост његовом брату Едгару I. Енглески племићи сприхватају да поделе краљевство дуж реке Темзе, при чему Едвиг задржи Весекс и Кент на југу, а Едгар на северу. Едгарови саветници се присећају Данстана из Фландрије (види 956).
- Земљотрес у Каспијском мору 957. Десио се у Каспијском мору и његовој близини. Земљотрес помиње неколико арапских и сиријских хроничара, који су тврдили да је углавном погодио регион персијског Ирака. Први удари су трајали 40 дана, али су на неко време престали. Тада се догодио главни земљотрес који је оштетио градове Реј, Таликан и Хулван. У земљотресу је по наводима уништено око 150 села.
- Олга Кијевска, владарка и регент Кијевске Русије, прихвата православно хришћанство и одриче се паганства.
- Манастир Лонгкуан у Кини је основан током династије Лиао.